# Bloem (plant)

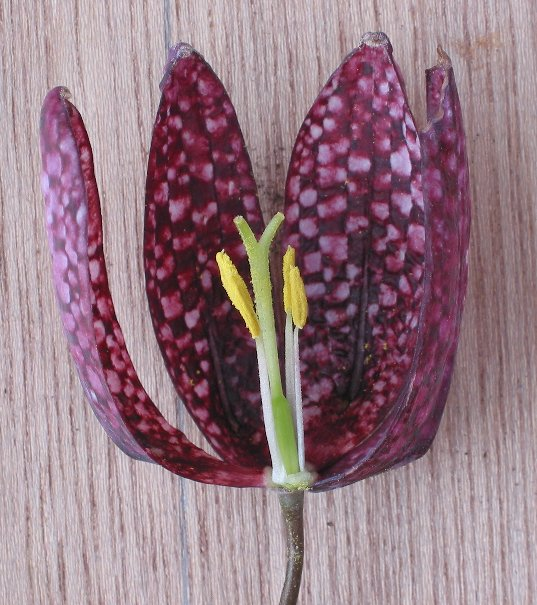
Kievitsbloem (Fritillaria meleagris). Er zijn twee bloembladen en een meeldraad verwijderd om een beter zicht te krijgen op de bloemonderdelen.

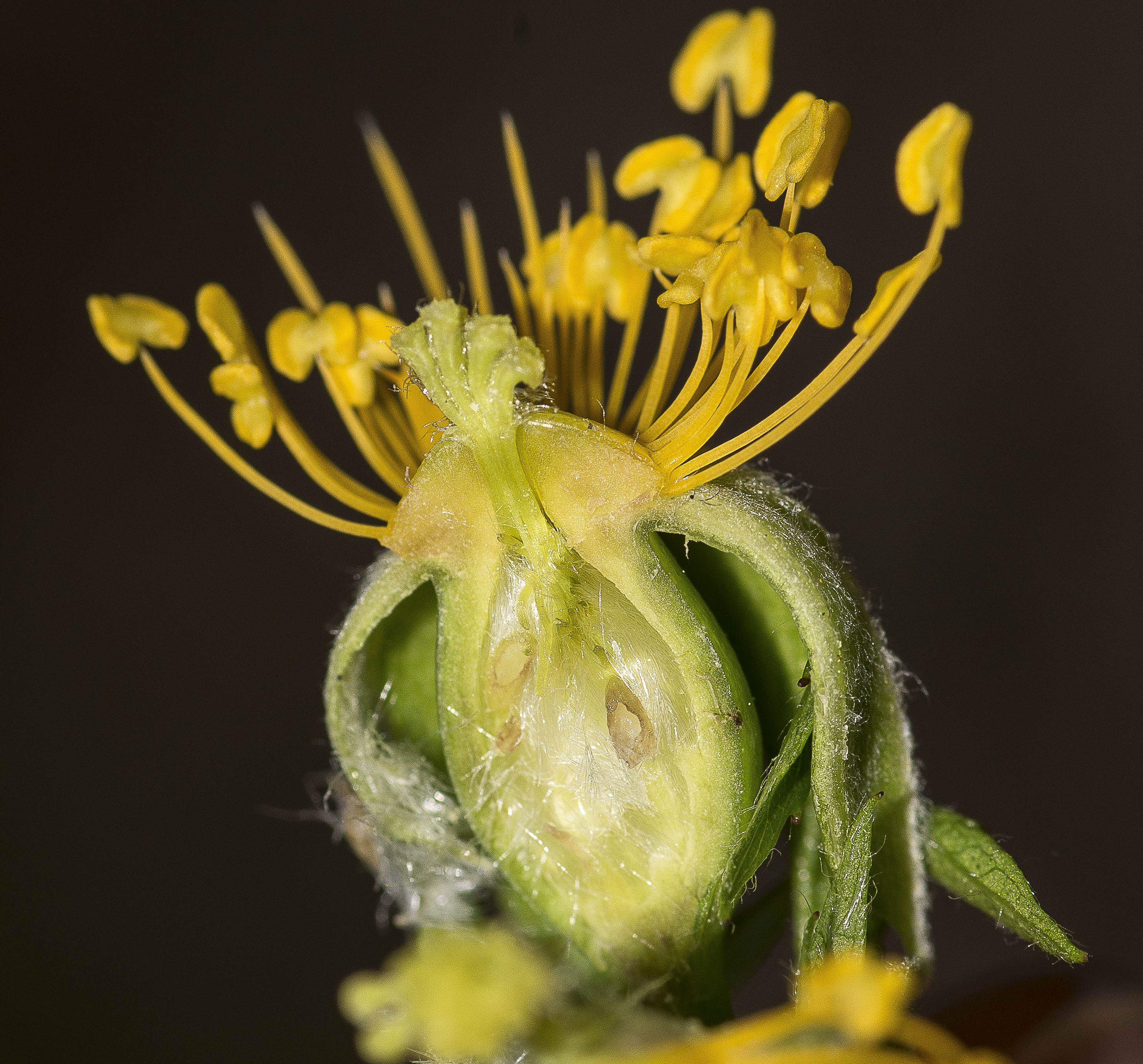
Lengtedoorsnede bloem van hondsroos (kroonbladen verwijderd)

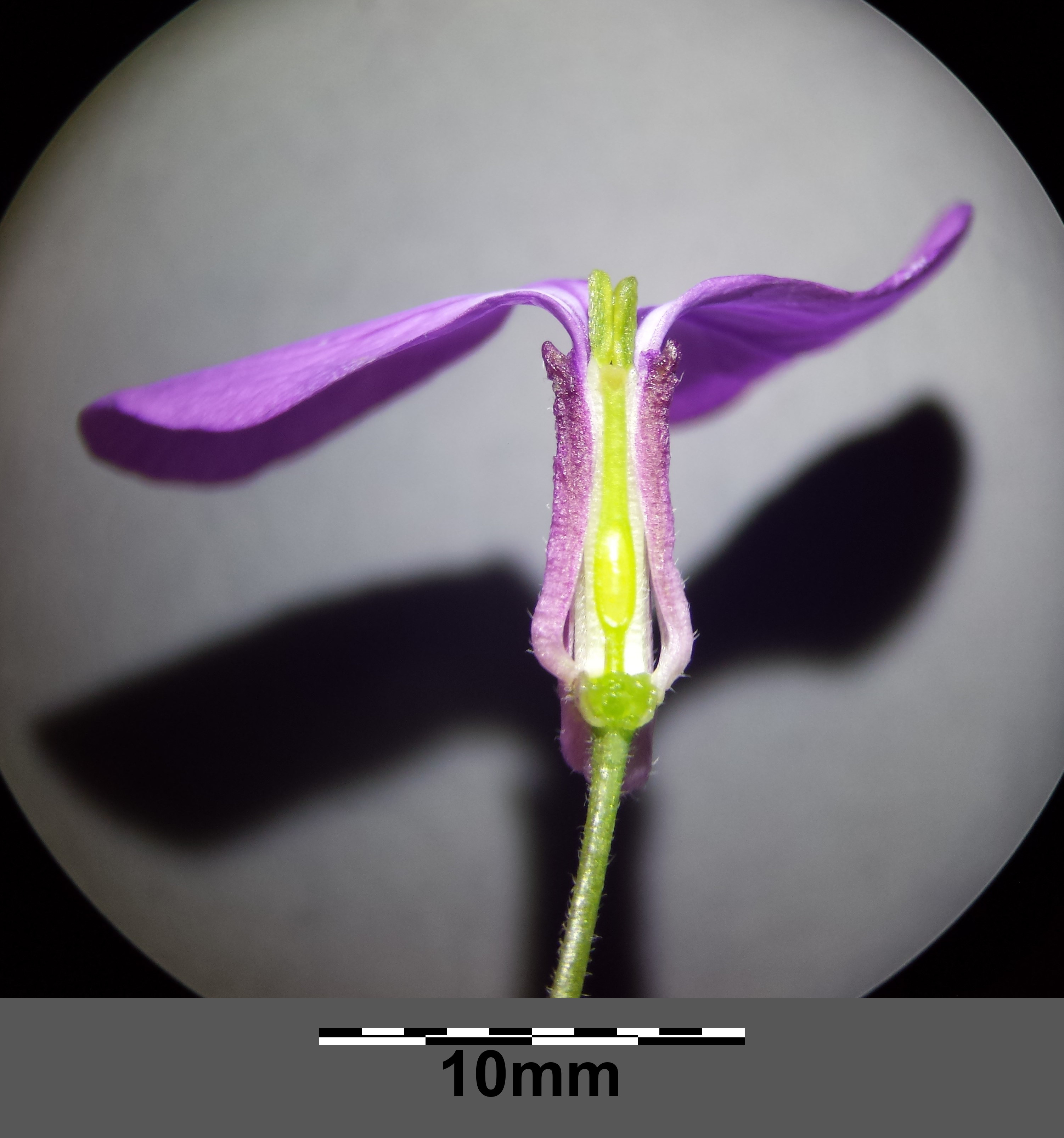
Lengtedoorsnede bloem van Judaspenning

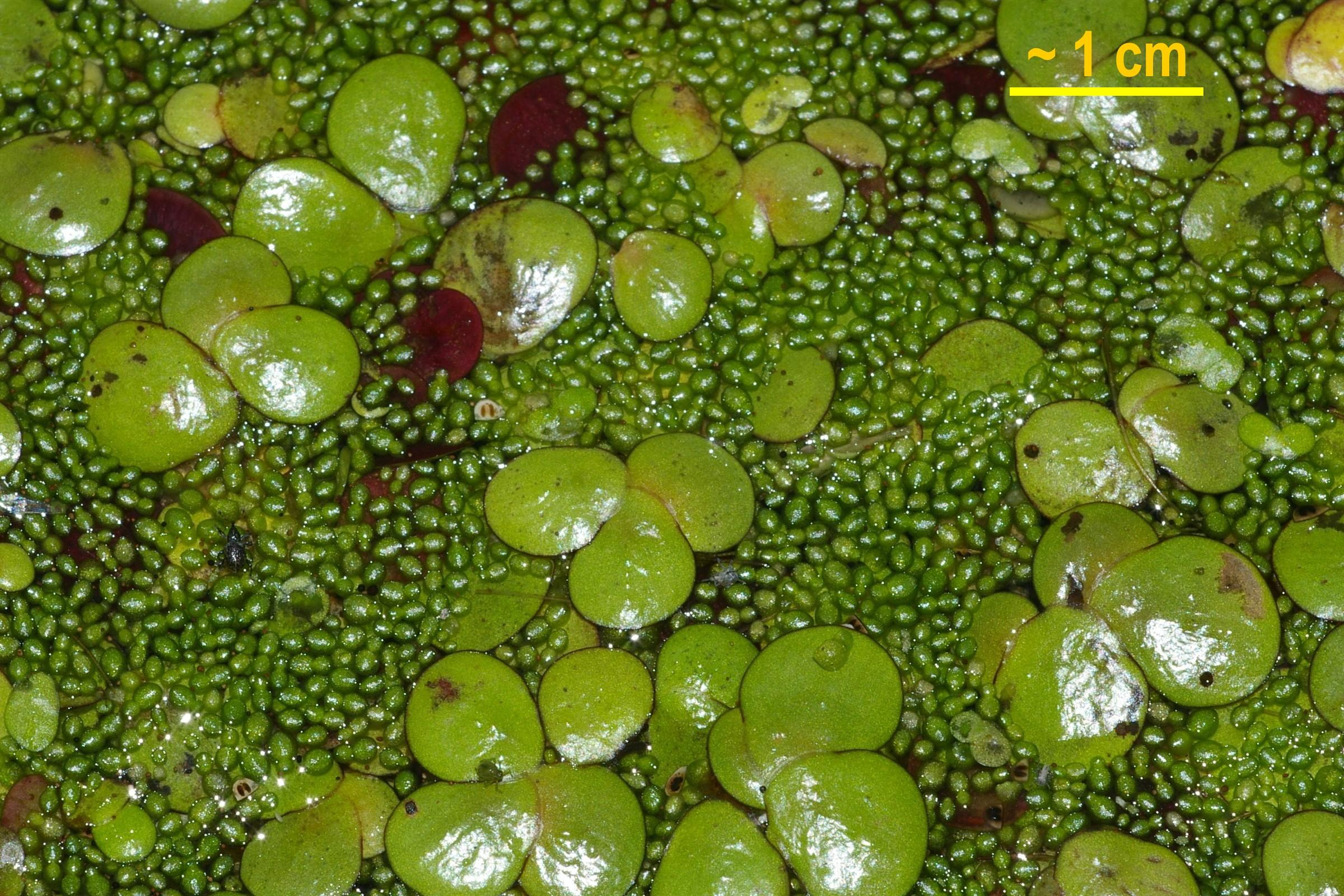
Wortelloos kroos en veelwortelig kroos

Een bloem is het deel van een plant waarin de organen voor geslachtelijke voortplanting bij elkaar staan. Bloemen zijn kenmerkend voor planten die tot de bedektzadigen (Angiospermae) of bloemplanten (Anthophyta) behoren. Bloemen zijn alleenstaand, of staan min of meer gegroepeerd in kenmerkende bloeiwijzen. Door de bloemen worden de zaden en de vruchten gevormd.
De plantengroep bloemplanten omvat zeer uiteenlopende planten, van het lage straatgras tot de hoog opgroeiende paardenkastanje. Als kleinste bloemplant in de Lage Landen wordt de wortelloos kroos (Wolffia arrhiza), van 0,5-1,5 mm groot, beschouwd.
Bloemen en bloeiwijzen geven belangrijke kenmerken om plantensoorten te determineren. Linnaeus gebruikte de kenmerken van de bloem oorspronkelijk als leidend voor de taxonomische indeling van het plantenrijk.

## Algemene opbouw
De geïdealiseerde, volledige of perfecte, tweeslachtige of hermafrodiete bloem heeft vijf kransen met bloemdelen; dit heet pentacyclisch of heterochlamydeisch. Van buiten naar binnen (dus van beneden naar boven) zijn er twee periant-kransen, twee kransen met meeldraden en een of meer kransen met vruchtbladen. 
Op deze algemene bouw bestaat veel variatie. Niet alle onderdelen zijn bij elke bloem aanwezig; deze bloemen heten onvolledig of imperfect. Zo ontbreken bij eenslachtige bloemen de meeldraden of de stampers.
| Onderdelen van de bloem |
| --- |
| - bloem (flos) - stengel (caulis) - bloemstengel - hoogteblad (hypsofyl) - schutblad, bractee - bijkelk (epicalyx) - bloembodem (receptaculum) - anthofoor - meeldraaddrager (androfoor) - stamperdrager (gynofoor) - androgynofoor - schijf (discus) - - bloemdek, perigoon - bloemdekbladen, tepalen - bloembekleedsel (periant, perianthium) - kelk (calyx) - kelkbladen, sepalen - bloemkroon (corolla) - kroonbladen, petalen - kokertjes - sporofyl (sporenblad) - meeldraden (androecium) - helmdraad (filament) - helmknop (anthere) - helmbindsel (connectivum) - helmhokjes (thecae) - stamper (pistillum) met: - stempel (stigma) - stijl (stylus) - vruchtbladen (carpellen) - vruchtbeginsel (ovarium) - zaadlijst (placenta) - zaadknop of zaadbeginsel (ovulum) - navelstreng (funiculus) - integumenten, zaadvliezen - nucellus (macrosporangium) - embryozakmoedercel (macrosporocyt) - embryozak (macrogametofyt, 1n) - 3 antipoden - secundaire embryozakkern (2n) - 2 synergiden - eicel (ovum, 1n)) |

Sommige bloemen hebben geen kelkbladen of geen kroonbladen (Noorse esdoorn), of zelfs in het geheel geen kelk- of kroonbladen (bijvoorbeeld wilgekatjes). Bij een aantal families is er geen onderscheid tussen kelkbladen en kroonbladen, maar zijn het bloemdekbladen. Ook kunnen de kroonbladen ontbreken, maar zijn er wel gekleurde kelkbladen, zoals bij de kievitsbloem en de bosanemoon.
Soms is er op de bloemstengel een bijkelk (epicalyx) aanwezig. Dit is een krans van kelkachtige blaadjes, die echter niet tot de kelk behoren. Een voorbeeld hiervan is de bijkelk van muskuskaasjeskruid, die bestaat uit drie lijn- tot lancetvormige blaadjes.
Een bloem, die òf stampers òf meeldraden, maar niet beide heeft, is een eenslachtige bloem. Een bloem met alleen één of meer stampers is een vrouwelijke bloem; een bloem met alleen meeldraden is een mannelijke bloem. Bij windbestuivers zijn de bloemen vaak eenslachtig.
Een tweeslachtige bloem heeft zowel stampers als meeldraden.
Om de bouw van een bepaalde soort bloem op een beknopte wijze weer te geven wordt de bloemformule gebruikt, aangevuld met het bloemdiagram.

### Bloembodem

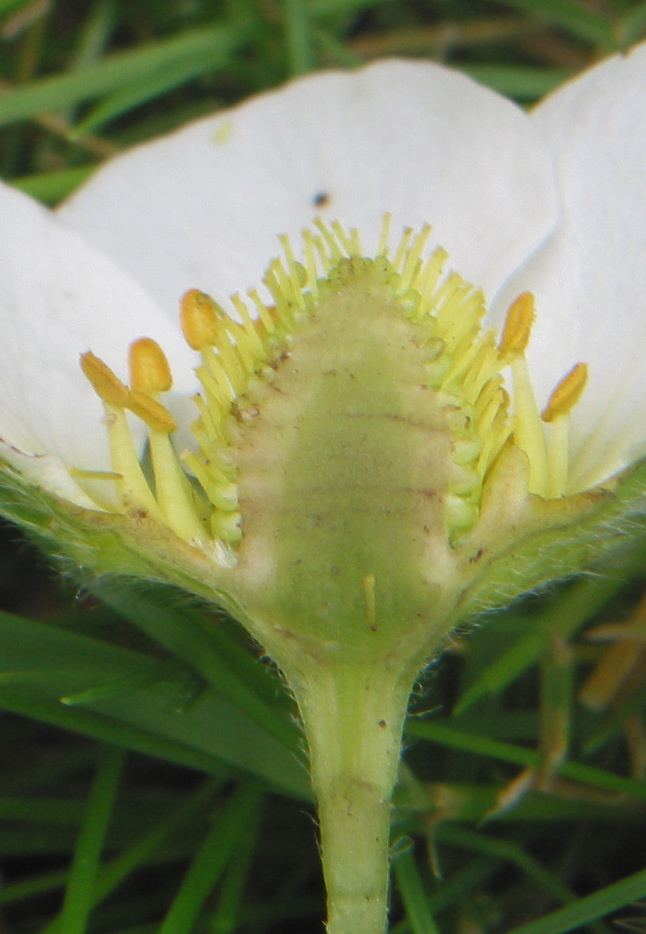
Bosaardbei (Fragaria vesca). Lengtedoorsnede van vlezige bloembodem

De bloembodem is het soms verbrede, maar gewoonlijk sterk verkorte eind van de stengel waarop de delen van de bloem staan ingeplant. In de regel zijn de leden en de knopen niet te onderscheiden. Als onderdelen van de bloembodem zijn te onderscheiden:
1. de meeldraaddrager (androfoor), waarop de meeldraden zijn ingeplant
2. de stamperdrager (gynofoor), waarop de stamper(s) staan
3. de androgynofoor (combinatie van de stamperdrager en de meeldraaddrager)
4. de schijf, een verdikking die vaak bestaat uit honingklieren

De vorm van de bloembodem en de plaats van de stamper(s) geven aanleiding tot het volgende onderscheid van bloemtypen:
- onderstandige (hypogynische) bloemen, met de bloembekleedsels en de meeldraden lager ingeplant dan de stampers
- perigynische bloemen, met vrijstaande stamper
- bovenstandige (epigynische) bloemen, bloembekleedsel schijnbaar op het vruchtbeginsel geplaatst

### Bloembekleedselen
Als er een duidelijk onderscheid is tussen kelk en bloemkroon spreekt men van bloembekleedselen (periant), anders van bloemdek (perigoon).

#### Inplanting
Afhankelijk van de regelmaat van de inplanting van de bloemdelen spreekt men van acyclische en cyclische inplanting: de min of meer ongeordende acyclische inplanting in onduidelijk kransen wordt beschouwd als primitief, de cyclische inplanting in kransen wordt beschouwd als afgeleid.
Daarbij kunnen de bloemdelen los van elkaar staan ingeplant, of vergroeid zijn: 
- chorisepaal (losstaande kelkbladen) en choripetaal (losstaande kroonbladen)
- synsepaal (vergroeide kelkbladen) en synpetaal (vergroeide kroonbladen)

Er is een grote variatie in knopligging, de ligging van de kelkbladen en de kroonbladen in een knop van een bloem.
- imbricaat, dakpansgewijs,
 met dakpansgewijs overlappende segmenten
  - convoluut, contort, gedraaid dakpansgewijs
  - quincunciaal, in een 2⁄5 spiraal, aansluitend bij
 de verspreide bladstand (bladspiraal) aan de stengel
  -  cochleair, cochleaat
- valvaat, klepsgewijs, elkaar rakende segmenten
  - klepsgewijs ingevouwen, induplicatief, naar binnen gevouwen
  -  klepsgewijs naar buiten gevouwen, reduplicatief
- open, aperta, niet-rakende segmenten

| Bloemtype                           | Onderdelen van de bloem | Onderdelen van de bloem | Onderdelen van de bloem   |
| ----------------------------------- | ----------------------- | ----------------------- | ------------------------- |
| Heterochlamydeïsch of pentacyclisch | kelk                    | kroon                   | meeldraden en/of stampers |
| Monochlamideïsch                    | kelk of kroon           | kelk of kroon           | meeldraden en/of stampers |
| Achlamideïsch                       | -                       | -                       | meeldraden en/of stampers |

#### Kelk
De kelk (calyx) is de buitenste krans van bloembekleedselen van de bloem en staat ingeplant op de bloembodem. De kelk kan bestaan uit kelkbladeren (sepalen) of uit haren die later het vruchtpluis vormen.
De kelkbladeren kunnen vrij staan (losbladige kelk) of min of meer vergroeid (vergroeidbladige kelk) zijn en zo een kelkbuis vormen. De kelk is regelmatig (straalsgewijs symmetrisch of actinomorf) of tweezijdig symmetrisch (zygomorf), bijvoorbeeld door de aanwezigheid van een spoor of van een onderlip en een bovenlip.
Meestal is de kelk groen, maar deze kan ook gekleurd zijn. De kelk kan blijvend zijn en ook nog aan de vrucht aanwezig, maar de kelk kan ook direct bij de vruchtzetting afvallen of zelfs voordat de bloem geheel geopend is.

#### Kroon
De bloemkroon en de kroonbladeren danken hun naam aan het feit dat ze vrijwel bovenaan de bloem zitten, zodat het lijkt alsof het het kroontje van de bloem is. Een kroonblad bestaat uit de nagel (het smalle onderste gedeelte), de plaat (het brede, platte bovenste gedeelte) en soms een spoor (cilindervormige uitzakking van het kroonblad, meestal met nectar). De kroon kan voorzien zijn van een honingmerk, waardoor bijen en dergelijke worden aangelokt.
Als er twee kransen van bloembladen zijn, wordt van halfgevuld gesproken. Bloemen zijn van nature enkelbloemig, gekweekte vormen hebben vaak meer of minder gevulde bloemen. Zijn er meer dan twee kransen van bloembladen dan wordt van gevuldbloemig gesproken.
De pioenroos is een voorbeeld van bloemen waarbij bij gekweekte soorten extreem gevulde bloemen kunnen voorkomen. De roos, als tuinplant en snijbloem, is ook een duidelijk voorbeeld van een gevuldbloemige bloem. De hondsroos en de egelantier zijn voorbeelden van enkelbloemige wilde rozen.

### Sporofyllen
Er zijn vrouwelijke en mannelijke sporofyllen, die bij eenhuizige planten samen te vinden zijn op één plant. De vrouwelijke sporofyllen zijn gewoonlijk met elkaar vergroeid en vormen de stamper, de mannelijke sporofyllen zijn gewoonlijk goed te herkennen als meeldraden.

#### Stampers

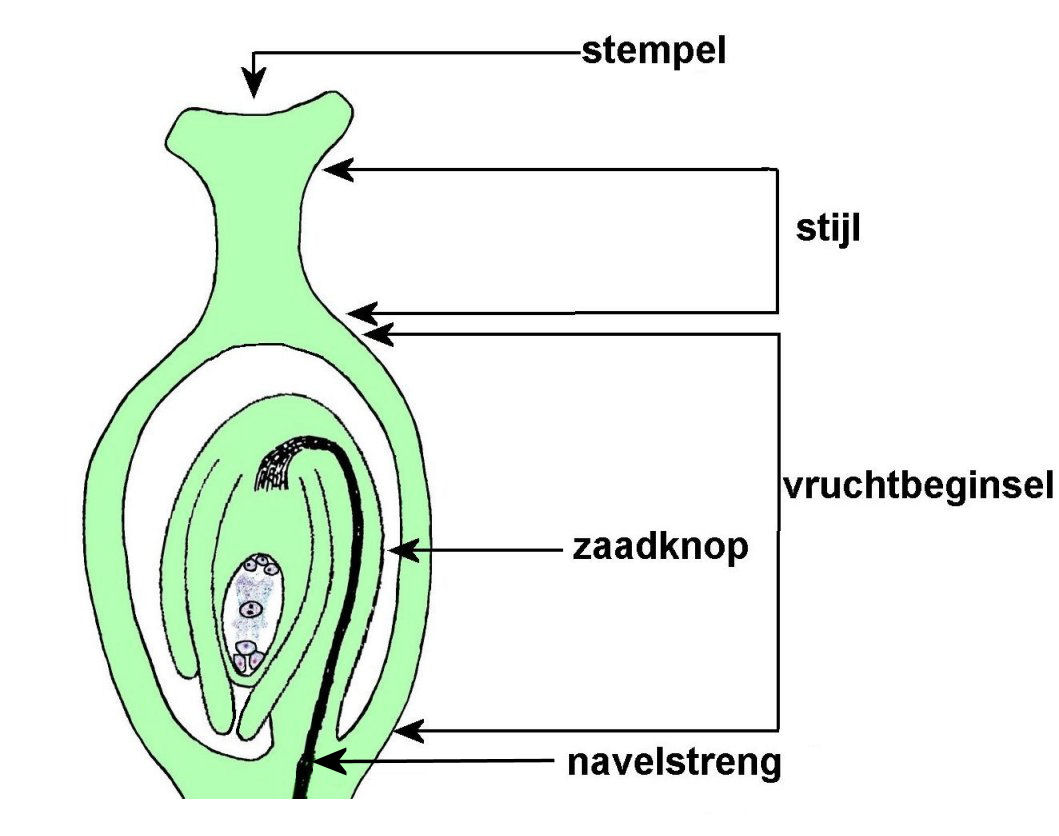
Stamper (plant) met eenzadig vruchtbeginsel, stijl en stempel bij bedektzadigen

De binnenste krans heeft één of meer stampers opgebouwd uit één of meer al of niet vergroeide vruchtbladen of carpellen (de vrouwelijke sporofyllen) en vormt
- het vruchtbeginsel (gynoecium)
  - het vruchtbeginsel bevat één of meer zaadknoppen
- de stijl(en) en
- de stempels.

Ook kunnen er één of meer honingklieren (nectarium) aanwezig zijn.
Na de bevruchting groeien de zaadknoppen uit tot zaden, en het vruchtbeginsel tot een vrucht. Op dit algemene patroon zijn er veel variaties.

#### Meeldraden

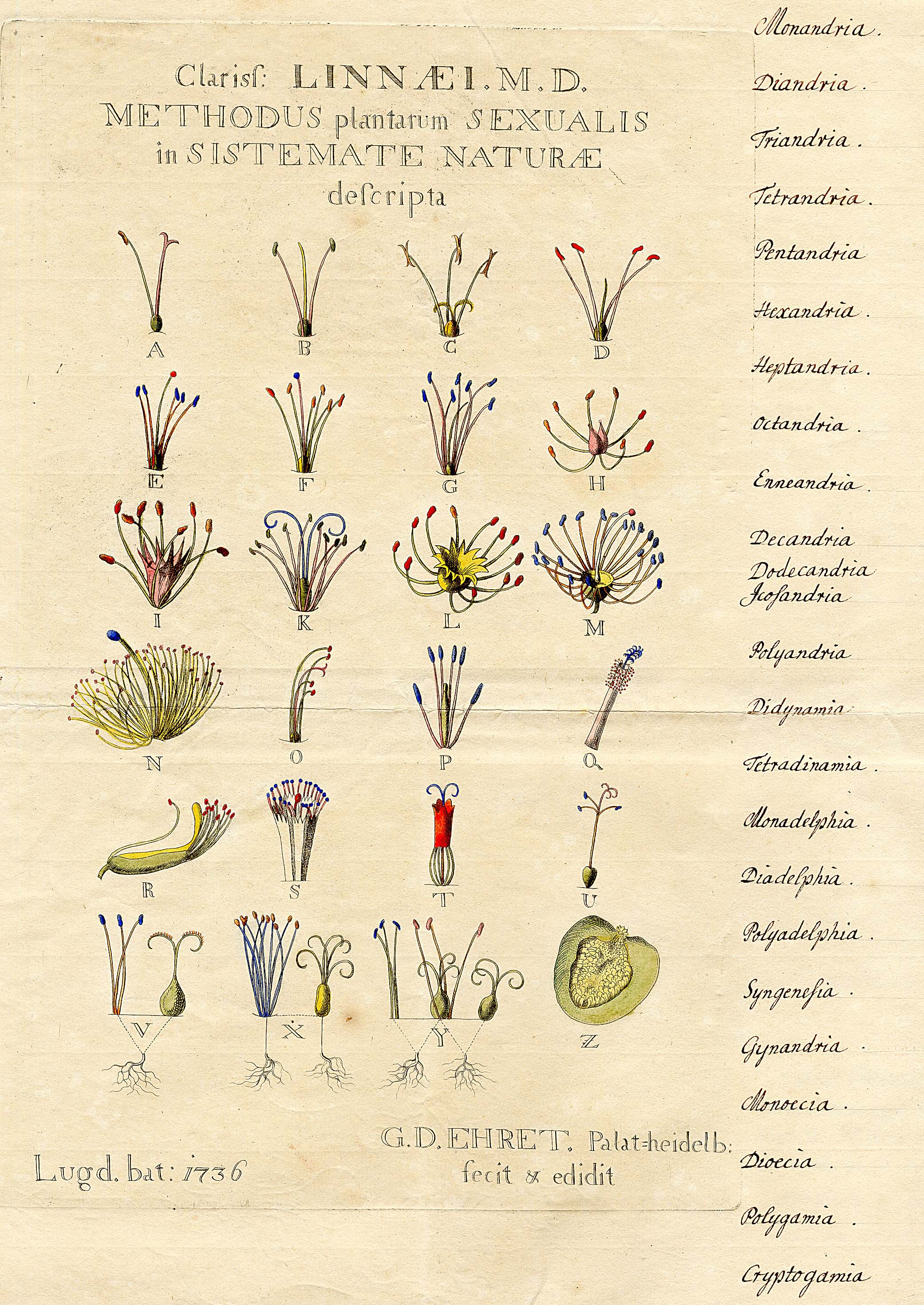
Schema van Linnaeus met 24 klassen:
A: Monandria, B: Diandria, C: Triandria, D: Tetrandria, E: Pentandria, F: Hexandria, G: Heptandria, H: Octandria, I: Enneandria, K: Decandria, L: Dodecandria, M: Icosandria, N: Polyandria, O: Didynamia, P: Tetradynamia, Q: Monadelphia, R: Diadelphia, S: Polyadelphia, T: Syngenesia, U: Gynandria, V: Monoecia, X: Dioecia, Y: Polygamia, Z: Cryptogamia

De meeldraden zijn de mannelijke sporofyllen. Ze produceren het stuifmeel (de microsporen). De meeldraden kunnen op diverse manieren opgesteld staan.
1. Als er evenveel of minder meeldraden zijn als bloemkroonbladeren:
  - epipetaal (meeldraden tegenover kroonbladen),
  - episepaal (meeldraden tegenover kelkbladen)
2. Als er tweemaal zoveel meeldraden zijn als bloemkroonbladeren:
  - obdiplostemoon (binnenste krans van meeldraden tegenover kroonbladen en buitenste tegenover kelkbladen) of
  - diplostemoon (binnenste krans van meeldraden tegenover kelkbladen en buitenste tegenover kroonbladen) ingeplant zijn.

In sommige gevallen zijn de meeldraden van verschillende lengte.
- De meeldraden zijn tweemachtig als er twee korte en twee lange meeldraden zijn.
- De meeldraden zijn viermachtig als er twee korte en vier lange meeldraden zijn.

Helmstijlige bloemen zijn de bloemen waar de meeldraden vergroeid zijn met de stamper. Dit is bijvoorbeeld het geval bij kaasjeskruid (Malva).
De volgorde van rijping van de meeldraden kan zijn:
- centripetaal (van de buitenste naar de binnenste) of
- centrifugaal (van de binnenste naar de buitenste).

### Classificatie
In de 18e eeuw plaatste Linnaeus bloemen in een schema op basis van hun reproductie-organen. Dit schema is sinds lang verlaten. Er bestaan nu verschillende soorten indelingen.

## Bloeiwijze
Bloemen kunnen alleenstaand zijn - elk op een aparte bloemstengel - of gegroepeerd in een bloeiwijze, bijvoorbeeld in een aar, zoals bij smalle weegbree (Plantago lanceolata), of in een scherm, zoals bij fluitenkruid (Anthriscus sylvestris).
Soms zitten de bloemen erg dicht op elkaar, zodat het lijkt alsof ze samen één bloem vormen: een hoofdje. Dat is bijvoorbeeld het geval bij het zandblauwtje (Jasione montana) (in de klokjesfamilie) en bij samengesteldbloemigen, zoals de paardenbloem (Taraxacum officinale), madeliefje (Bellis perennis) en zonnebloem (Helianthus annuus).
Alleenstaande bloemen kunnen naargelang de inplanting op de stengel worden onderscheiden in eindstandig (of schijnbaar eindstandig) of okselstandig:
- okselstandig bloemen ontspringen in de bladoksel, de hoek tussen het blad en de stengel, zoals bij de brem (Sarothamnus scoparius),
- eindstandige bloemen zitten op het einde van de hoofdas van de plant, bijvoorbeeld bij de tulp en de kievitsbloem,
- schijnbaar eindstandige bloemen ontspringen in een bladoksel aan de top van een stengel, waardoor ze op het eerste gezicht als eindstandig worden gekenmerkt. De bloemhoofdjes van gifsla (Lactuca virosa) zijn schijnbaar eindstandig.

## Bestuiving en bevruchting

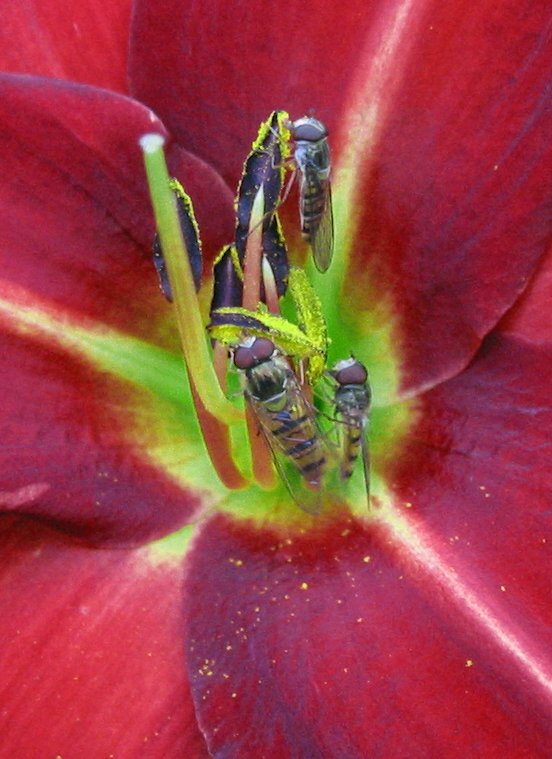
Zweefvliegen op een Hemerocallis
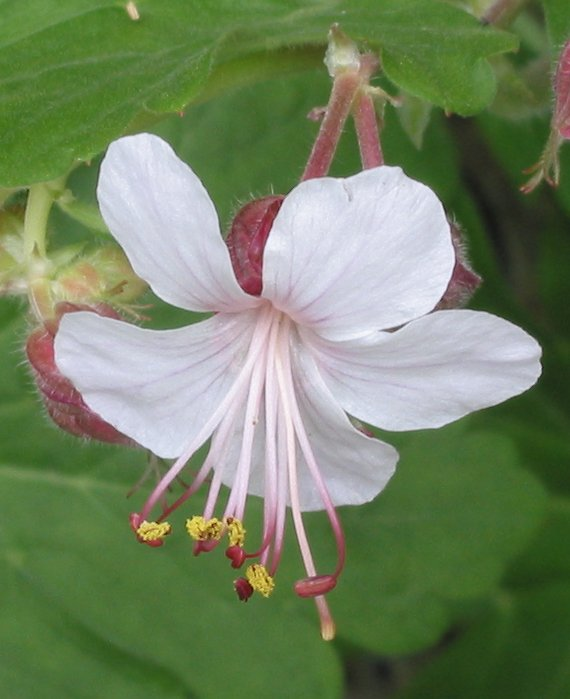
Rijpe meeldraden en onrijpe nog gesloten stempel (protandrie) van de Geranium macrorrhizum
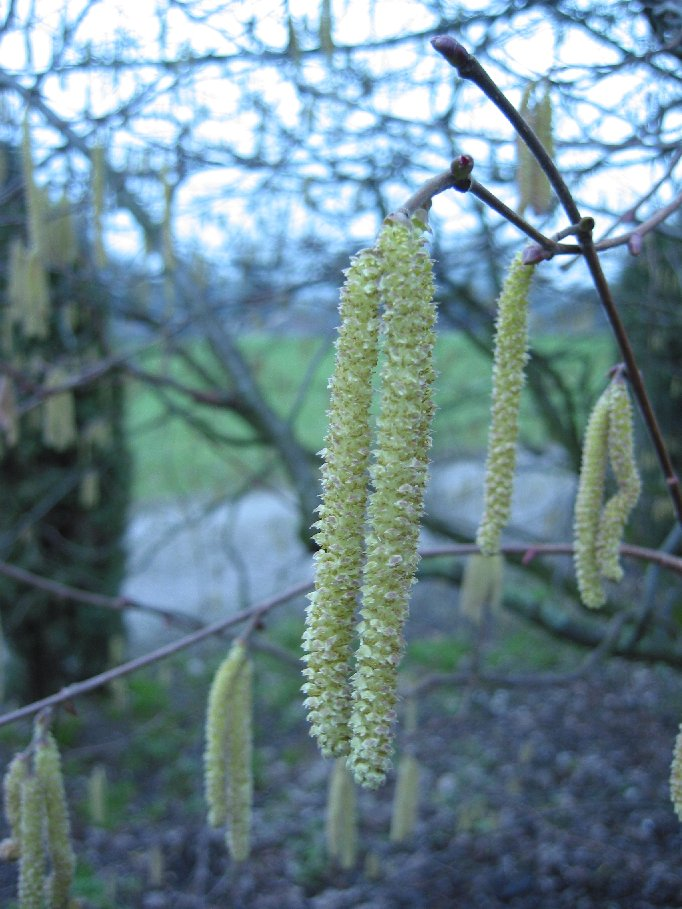
Mannelijke bloeiwijze van de hazelaar. Door de langwerpige, open vorm van de bloeiwijze wordt het stuifmeel makkelijk door de wind meegenomen

Bestuiving en bevruchting zijn twee verschillende begrippen. Bestuiving kan leiden tot bevruchting maar dat hoeft niet. Na bestuiving moeten de spermacellen uit de stuifmeelkorrel via de pollenbuis naar de eicel gebracht worden en moeten de kern van de spermacel en de kern van de eicel met elkaar versmelten, wat het moment van bevruchting is. In de lucht zitten zeer veel verschillende stuifmeelkorrels en alleen een specifieke combinatie van stuifmeelkorrel en stempel geeft bevruchting. Dit voorkomt bij kruisbevruchters kruisbevruchting tussen soorten of nauw-verwante planten, zodat deze soort-echt blijven.
Er zijn verschillende barrières tegen kruisbevruchting tussen soorten. Deze kunnen door de bouw van de bloem komen, maar er zijn ook genetische barrières. Deze kunnen sporofytisch of gametofytisch van aard zijn. Gametofytisch: de reactie van het stuifmeel hangt af van het genotype van de haploïde kernen van het stuifmeel en het genotype van de moeder, waardoor de stuifmeelbuis al of niet kan uitgroeien. Sporofytisch: de reactie van het stuifmeel hangt niet af van het genotype van de haploïde kernen van het stuifmeel maar van het genotype van de vader en het genotype van de moeder. Eenslachtige bloemen aan aparte vrouwelijke en mannelijke planten geeft doorgaans een zeer goede bescherming. Ook tweeslachtige bloemen kunnen zelfbevruchting tegengaan, doordat het stuifmeel en de stamper niet tegelijk rijp zijn, zoals bij de Geranium macrorrhizum of doordat de helmhokjes van de meeldraden ver van de stamper verwijderd zijn.
Plantensoorten die afhankelijk zijn van bestuiving door insecten of dieren hebben hun bloemen daarop aangepast door felle kleuren, nectarproductie en/of sterk geuren. Bij bestuiving door insecten is vaak sprake van een speciale bloemvorm, waardoor bezoekende insecten gemakkelijk met stuifmeel in aanraking komen. Ook hebben bloemen soms een ingewikkelde bouw waardoor alleen een specifiek insect de bloem kan bestuiven, of lijken de bloemen op het betreffende insect waardoor het insect wil paren en zo de bloem bestuift. Als voorbeeld van bestuiving door dieren is de kolibrie zeer bekend. Door de speciale bouw kan de kolibrie in de lucht stil blijven hangen.

## Bloemvorm
Naar van de vorm van de individuele bloemen zijn actinomorfe (radiaal of straalsgewijs symmetrisch) en zygomorfe (tweezijdig symmetrisch) bloemen te onderscheiden.

### Regelmatig, actinomorfe bloemen
Regelmatig, actinomorf, radiaal symmetrisch of straalsgewijs symmetrisch wil zeggen: de drie of meer kroonbladen zijn alle gelijk, de bloem heeft meerdere symmetrieassen. Voorbeelden zijn de eendagsbloem (drie kroonbladen), de stinkende gouwe (4 kroonbladen), de ooievaarsbek (5 kroonbladen) en het gewoon speenkruid (8 tot 12 kroonbladen). De kroonbladen kunnen vrij of vergroeid zijn.
Vergroeide kroonbladen kunnen trechtervormig (gentiaan), radvormig (vlambloem of flox), klokvormig (klokje), kroesvormig (dophei) of buisvormig zijn (tabaksplant). Ook kunnen de kelk- en kroonbladen (wilgenkatjes) of alleen de kroonbladen (iep) ontbreken. In het laatste geval kunnen de kelkbladen zich omvormen tot kroonbladachtige blaadjes (wildemanskruid).

Regelmatig, actinomorf, radiaal symmetrisch of straalsgewijs symmetrisch
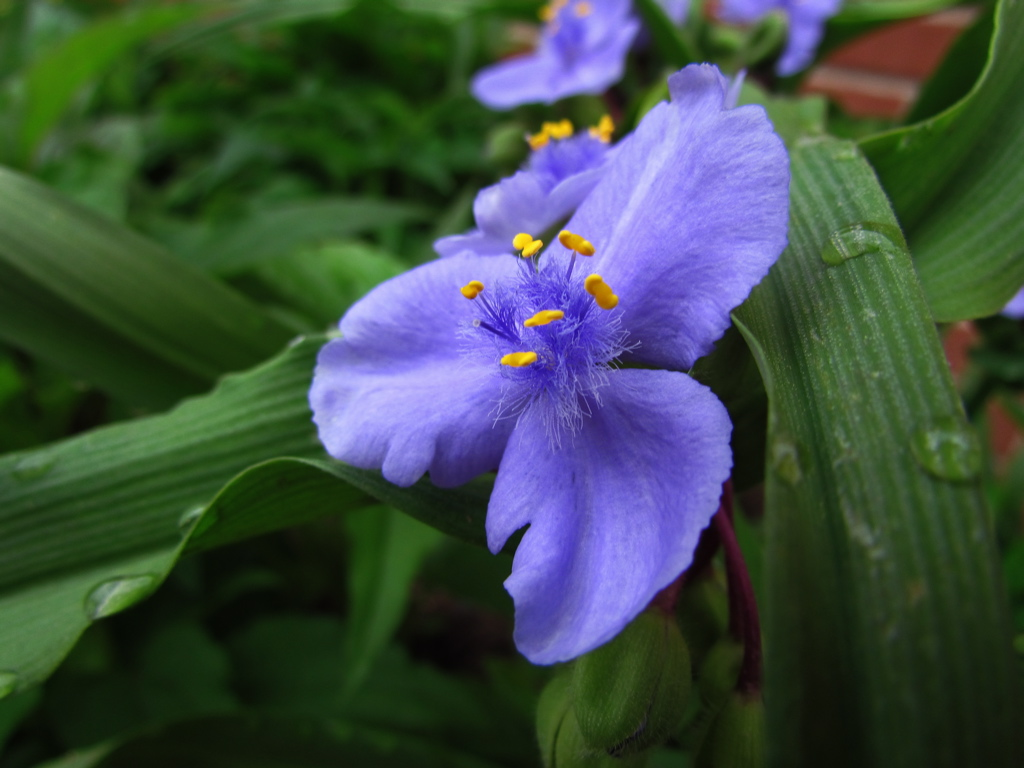
Regelmatige bloem, drie kroonbladen (eendagsbloem)
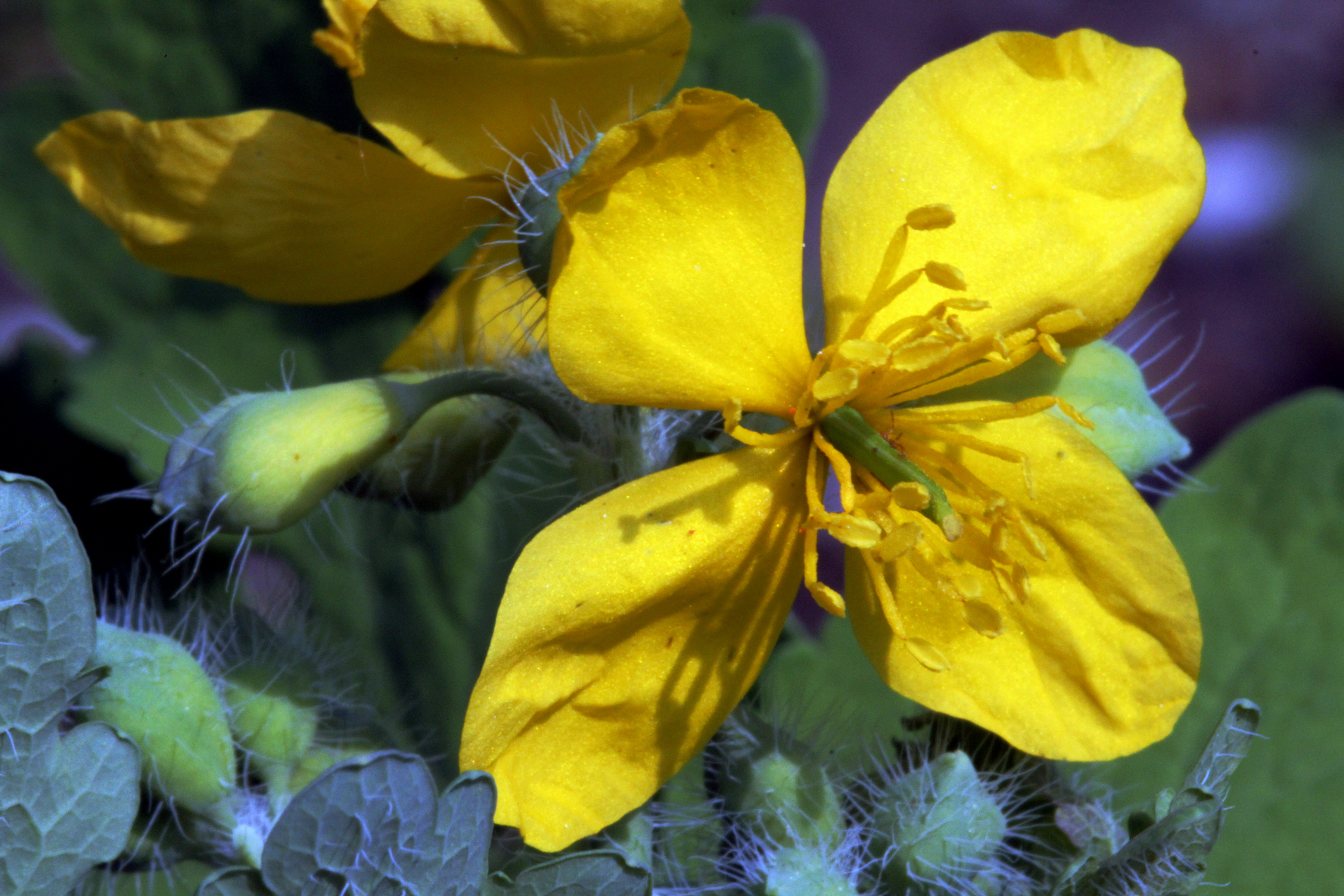
Regelmatige bloem, vier kroonbladen (stinkende gouwe)
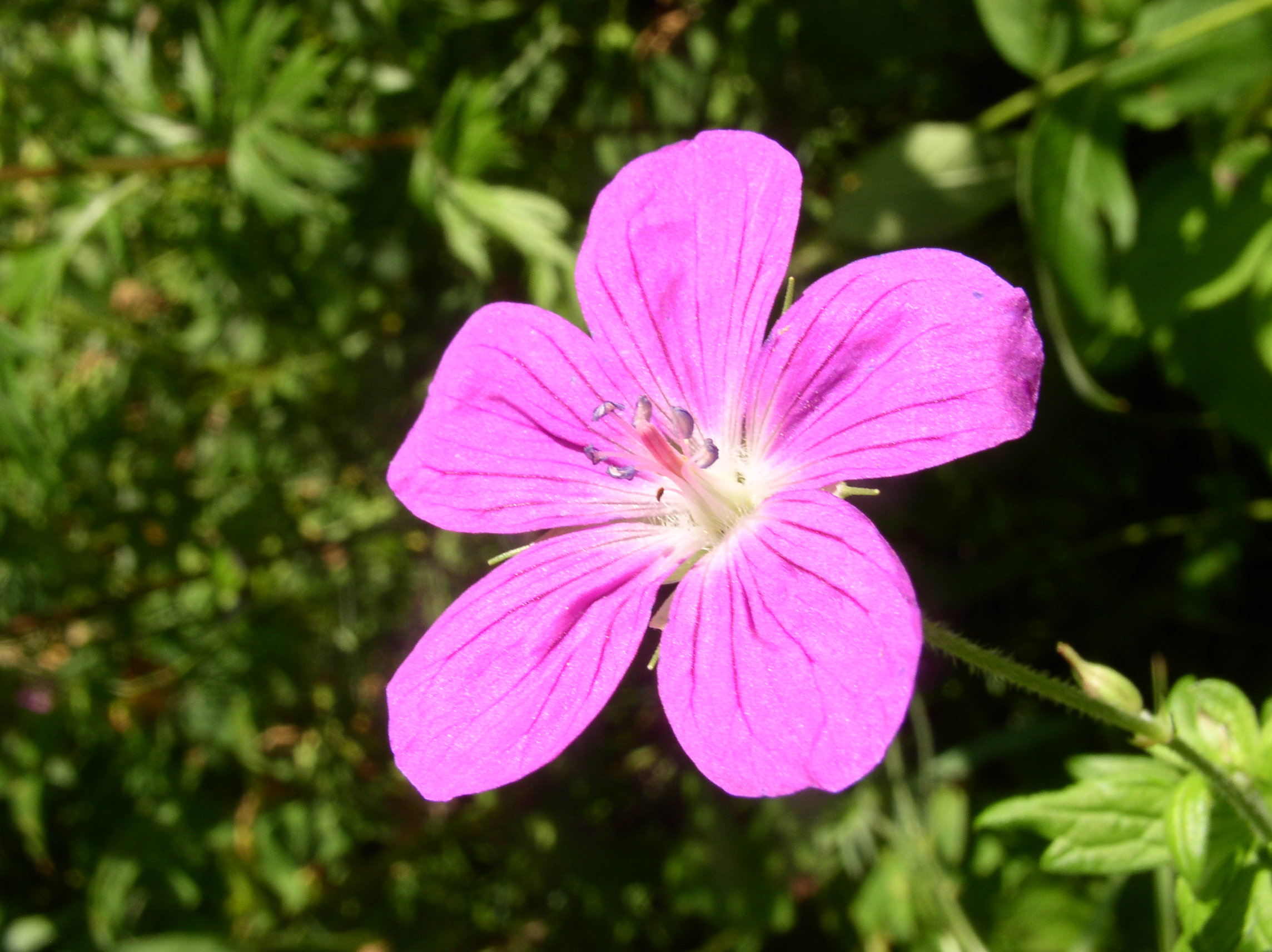
Regelmatige bloem, vijf kroonbladen (moerasooievaarsbek)
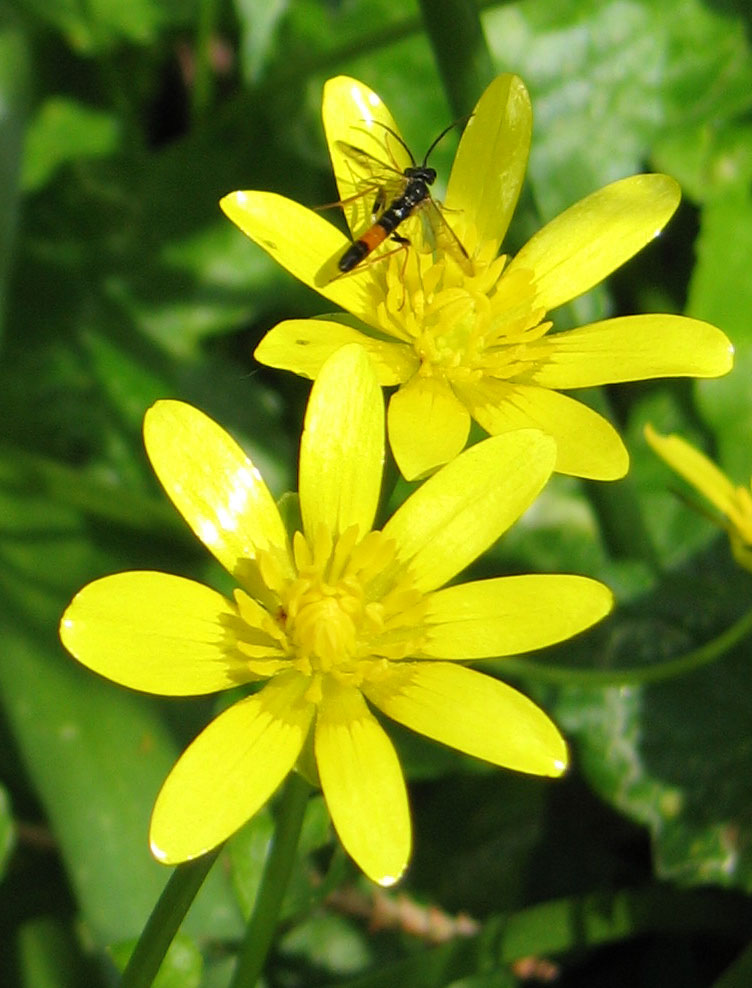
Regelmatige bloem, talrijke kroonbladen (gewoon speenkruid)
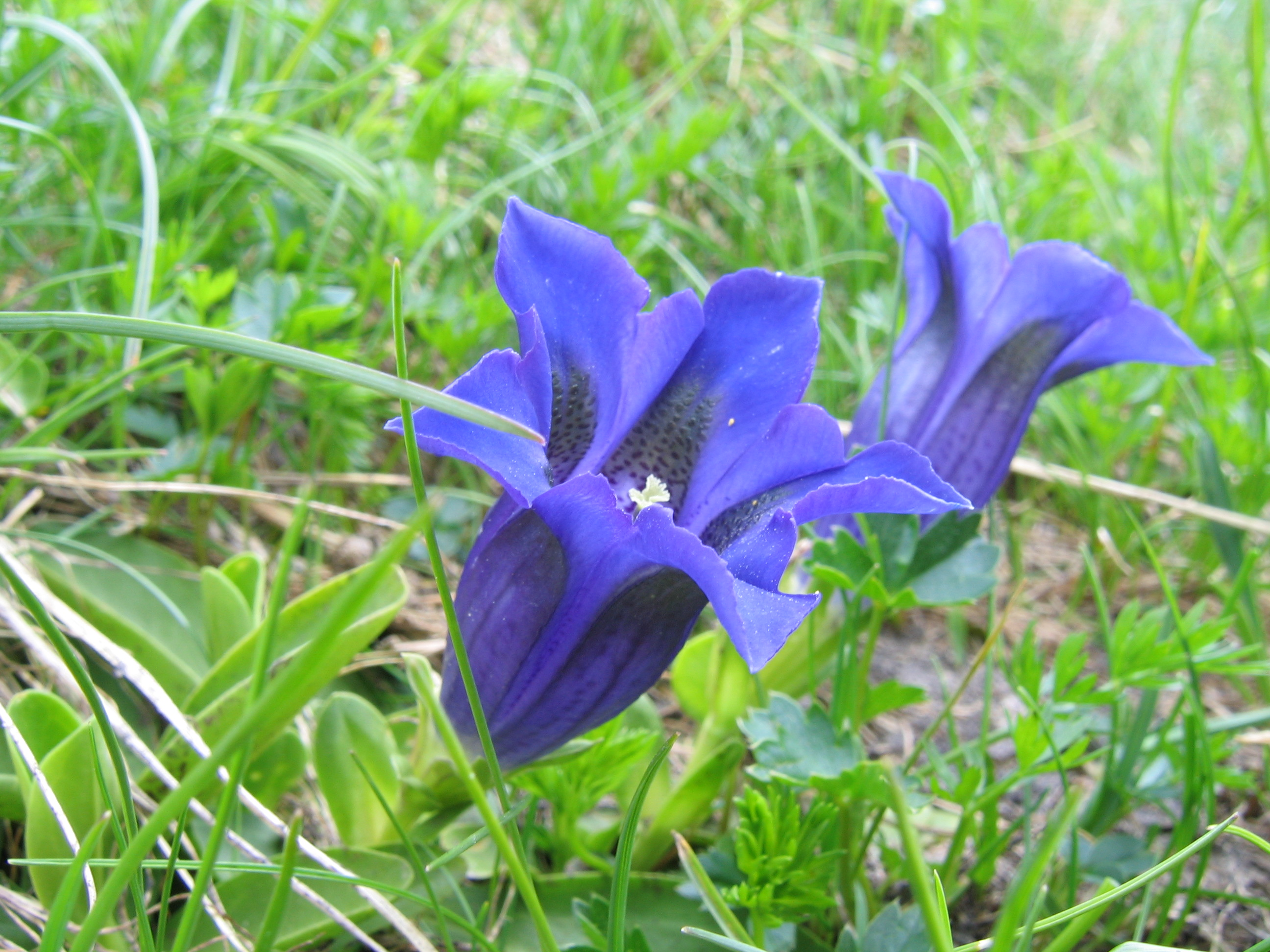
Regelmatige bloem, trechtervormig vergroeid (Kochs gentiaan)
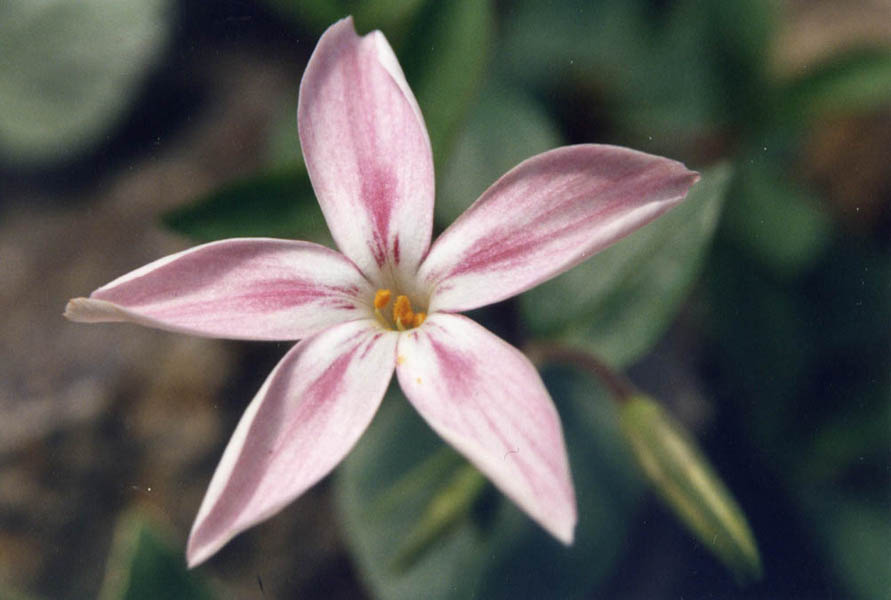
Regelmatige bloem, radvormig vergroeid (vlambloem)
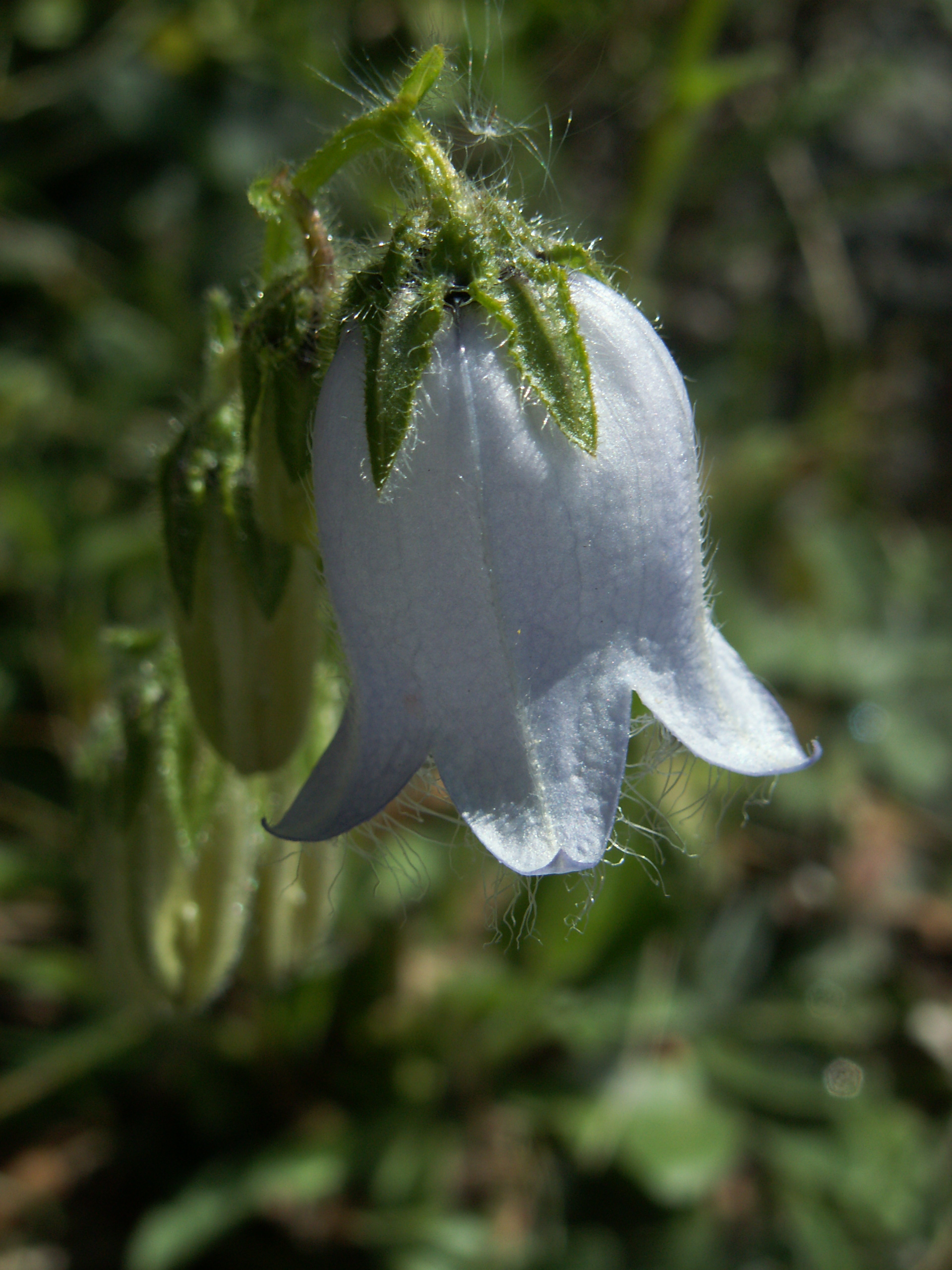
Regelmatige bloem, klokvormig vergroeid (Campanula barbata)
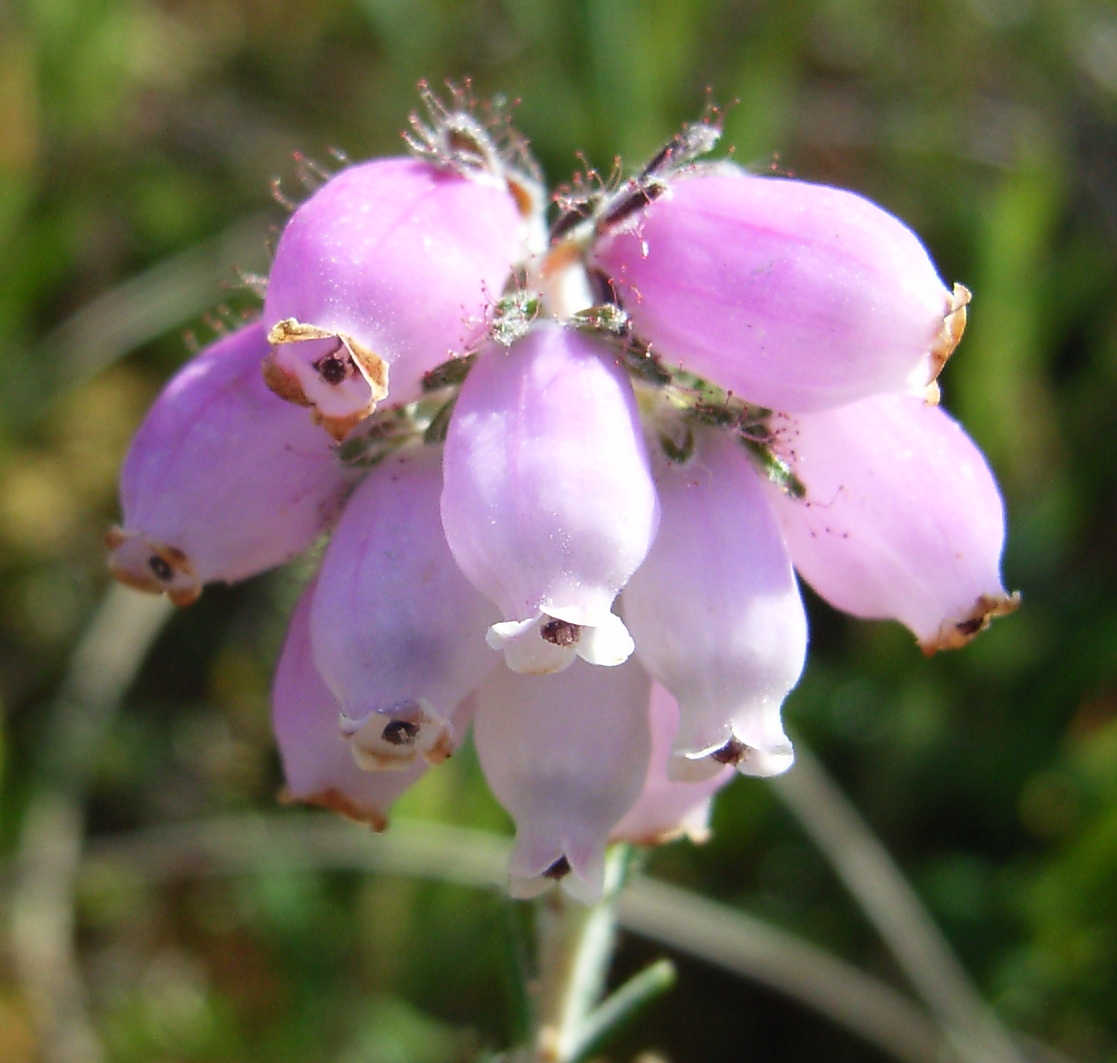
Regelmatige bloem, kroesvormig vergroeid (dophei)
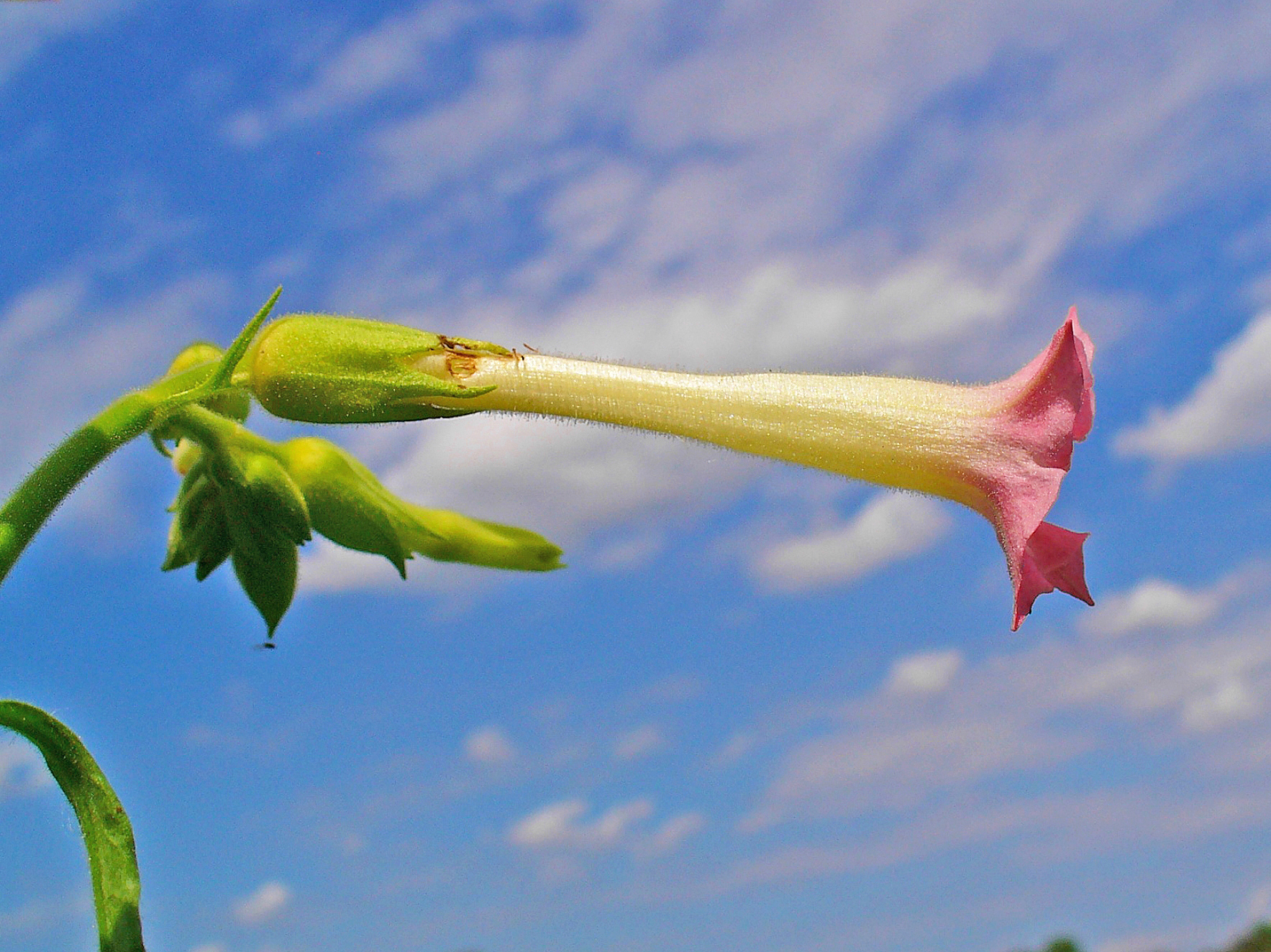
Regelmatige bloem, buisvormig vergroeid (gewone tabaksplant)
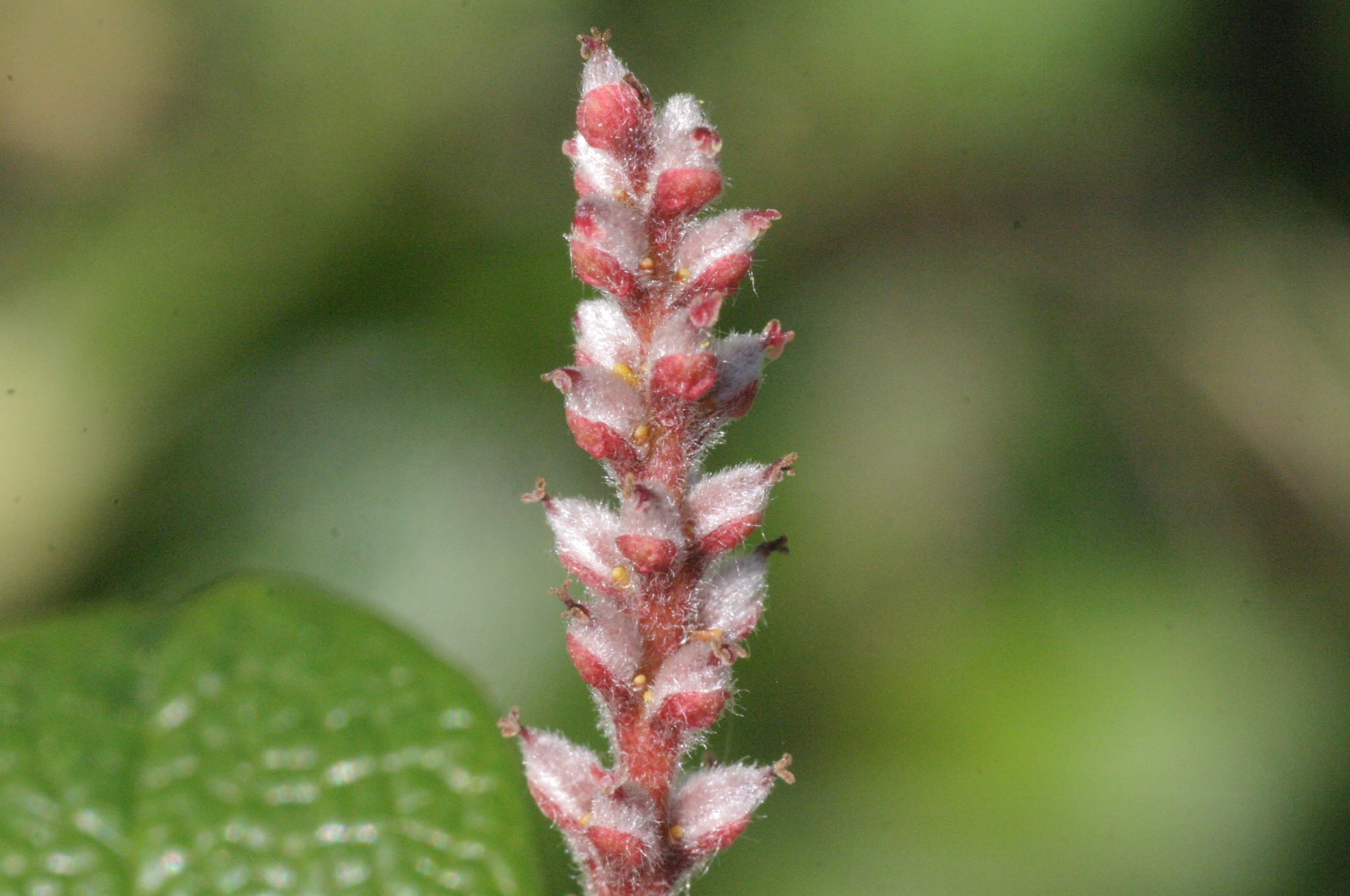
Regelmatige bloem, geen kelk- en kroonbladen (Salix reticulata)
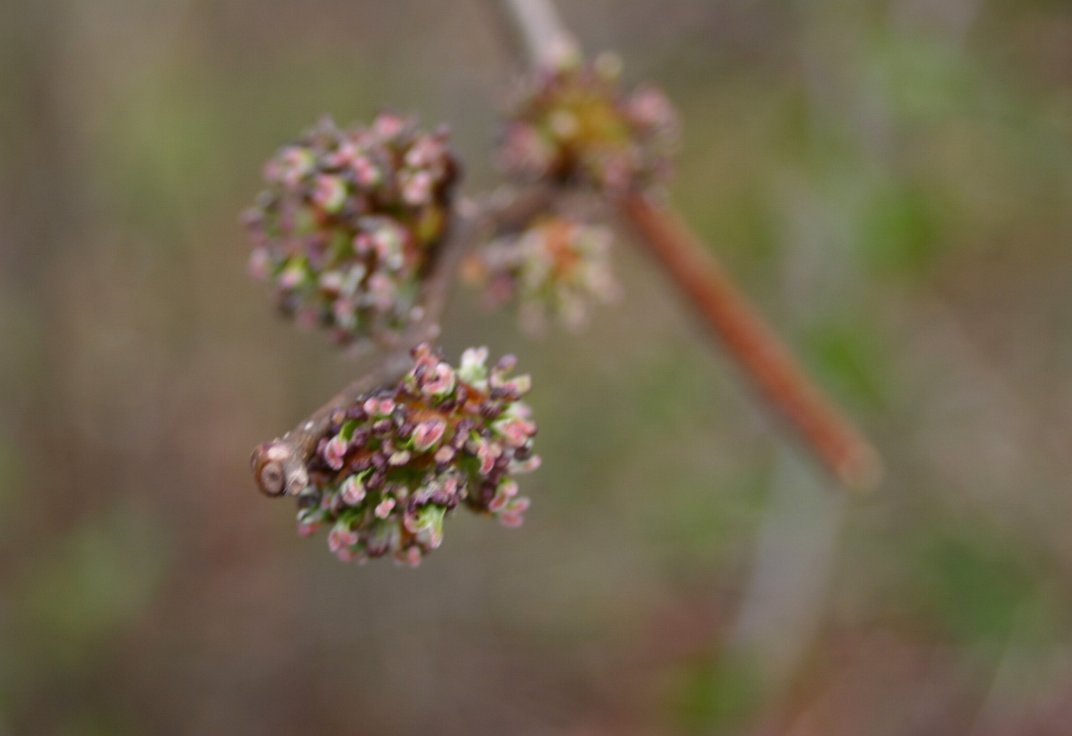
Regelmatige bloem, geen kroonbladen (ruwe iep)
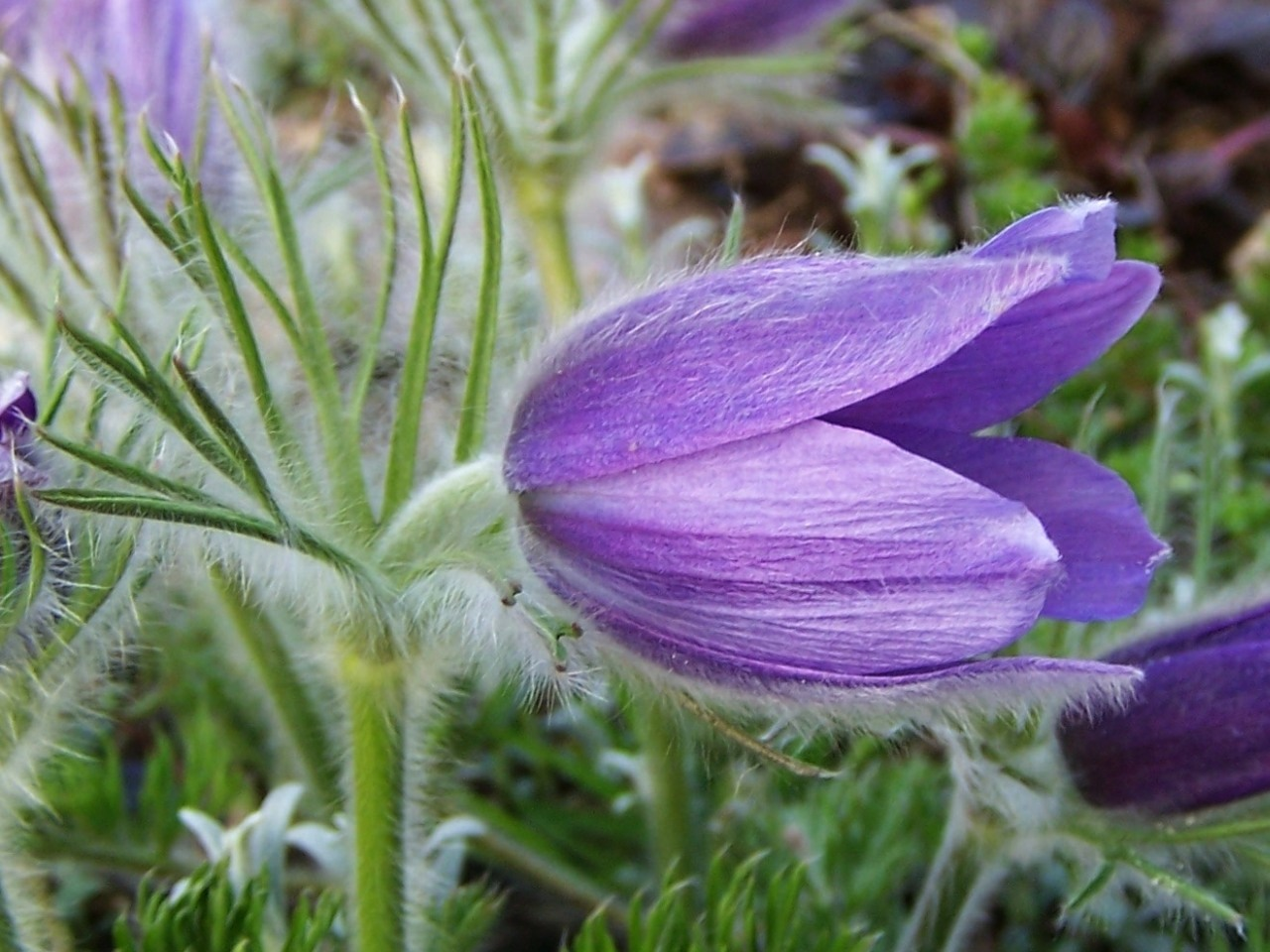
Regelmatige bloem, kroonbladachtige kelkbladen (wildemanskruid)

### Tweezijdig symmetrische bloemen
Tweezijdig symmetrisch of zygomorf wil zeggen: boven- en onderzijde van de bloem zijn verschillend, waardoor er slechts één symmetrieas is. De kroonbladen kunnen vrij of (gedeeltelijk) vergroeid zijn.
- Lipbloem: tweezijdig symmetrische bloem met een goed ontwikkelde onderlip (1-lippig) zoals bij de bijenorchis, of met zowel een onderlip als een bovenlip (2-lippig), zoals bij de witte dovenetel;
- Gemaskerde bloem: een tweelippige bloem waarvan de onderlip de bloemopening volledig afsluit, zoals bij de weegbree- en de helmkruidfamilie; bijvoorbeeld de grote leeuwenbek.
- Vlinderbloem: vijf gedeeltelijk vergroeide kroonbladen, omgevormd naar een vlag (1 kroonblad), twee zwaarden (2 kroonbladen) en een kiel (2 vergroeide kroonbladen). Deze vorm is typisch voor de vlinderbloemigen, zoals de lathyrus.

Tweezijdig symmetrisch of zygomorf
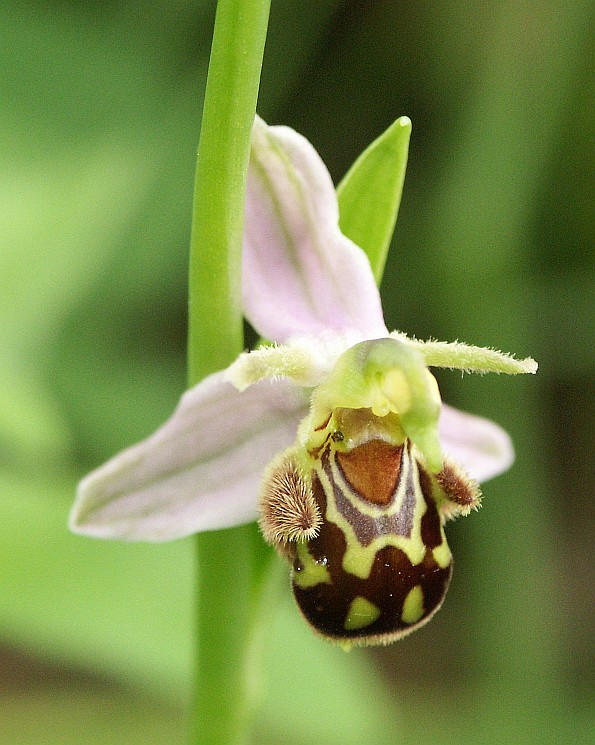
Lipbloem, 1-lippig (bijenorchis)
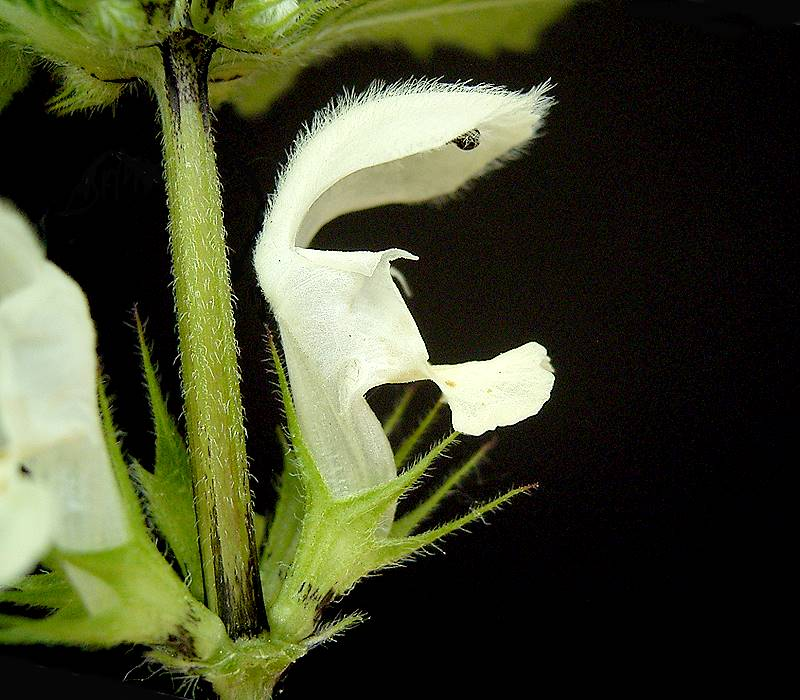
Lipbloem, 2-lippig (witte dovenetel)
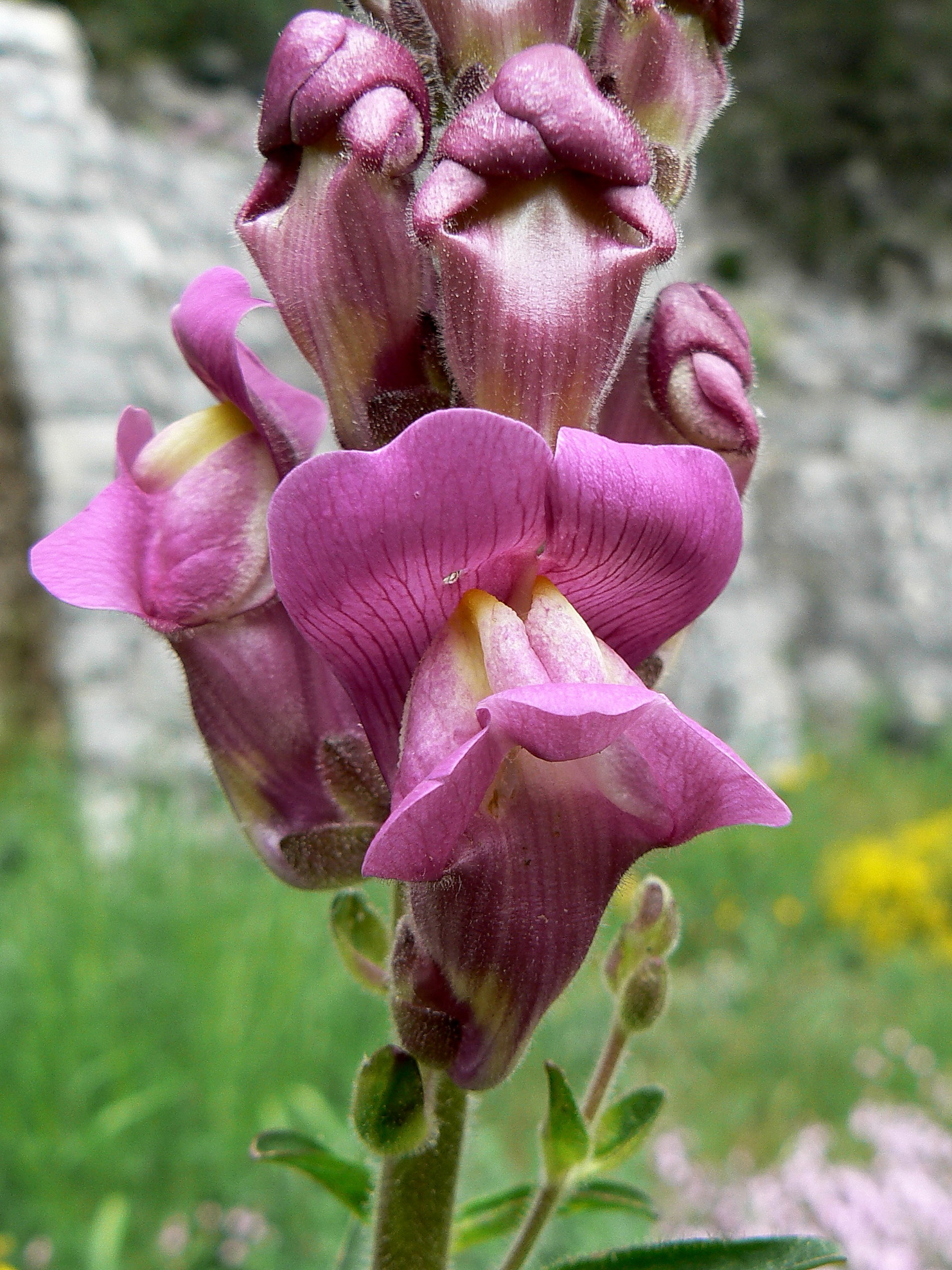
Gemaskerde bloem (grote leeuwenbek)
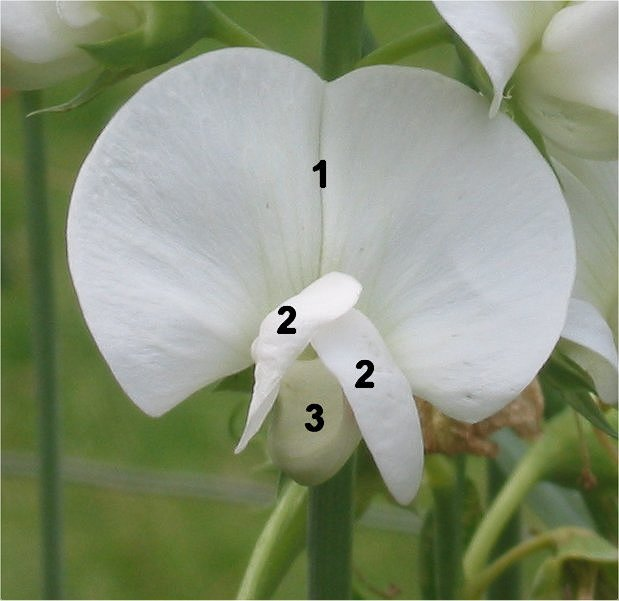
Vlinderbloem (Lathyrus), 1 = vlag; 2 = zwaarden; 3 = kiel
Lintbloem (composietenfamilie)

### Bijzondere vormen
Veel voorkomend zijn de op bloemen gelijkende bloeiwijzen van de composieten en van sommige vlinderbloemigen. Deze zijn schijnbaar radiaal symmetrisch, maar het betreft hier een hoofdje (capitulum), een samengestelde bloeiwijze. De individuele, meestal kleine bloemen kunnen wel regelmatig zijn, zoals de buisbloemen van composieten. De lintbloem zijn tot één lintvormig bloemblad vergroeid.
Een cephalium of bloemhoofd wordt gevonden op de top van cactussen van het geslacht Melocactus. In dit bloemhoofd komen de echte bloemen en later de vruchten voor. Het bloemhoofd wordt in de loop van de tijd steeds groter.

## Bloemkleur
Een hele reeks van pigmenten zorgt voor de verschillende bloemkleuren. De meeste zijn anthocyanen, maar de fel gele kleuren zijn meestal flavonoïden. Ook komen carotenoïde pigmenten voor. Het menselijk oog ziet echter andere kleuren dan een insectenoog. Insecten, met name bijen, zien kleuren die het menselijk oog alleen onder ultraviolet licht kunnen zien. Zo zijn honingmerken voor het menselijk oog niet altijd zichtbaar, maar wel onder een uv-lamp.

## Bloembewegingen

### Open en dichtgaan

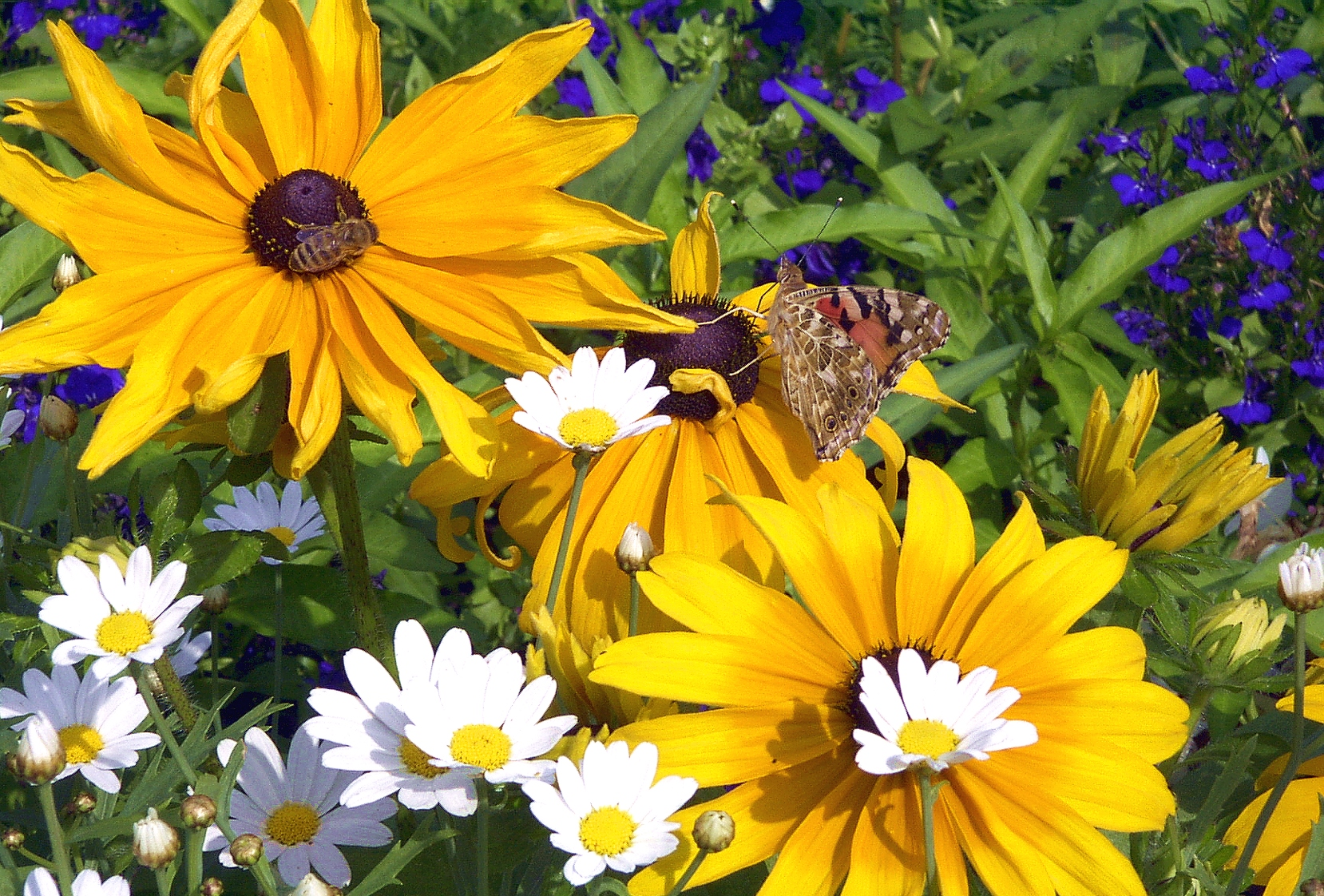
Rudbeckia fulgida

Sommige bloemen gaan dicht als het donker wordt. Niet alle bloemen hebben het vermogen om open en dicht te gaan. De zonnebloem eenmaal open kan zich niet meer sluiten terwijl de paardenbloem, ook een composiet, dit wel kan. De zonnebloem heeft wel de mogelijkheid om de bloem naar beneden te laten hangen en zo de bloempjes en later de ontwikkelende zaden tegen regen te beschermen.
Bloemen die dit vermogen wel hebben openen zich 's ochtends na het opkomen van de zon en sluiten 's avonds. Ook bij regenachtig weer zijn deze bloemen veelal gesloten. Aan de onderkant van de kelk en bloembladen, bij de aanhechting op de bloembodem, zit een zogenaamd scharnier dat deze bewegingen mogelijk maakt.

### Meedraaien met de zon
Veel bloemen hebben het vermogen om met de zon mee te draaien, zodat het hart van de bloem altijd op de zon gericht is. 's Nachts draait de bloem dan terug. De zonnebloem is hier een goed voorbeeld van.

## Verzorging van bloeiende planten

### Bloemaantasting

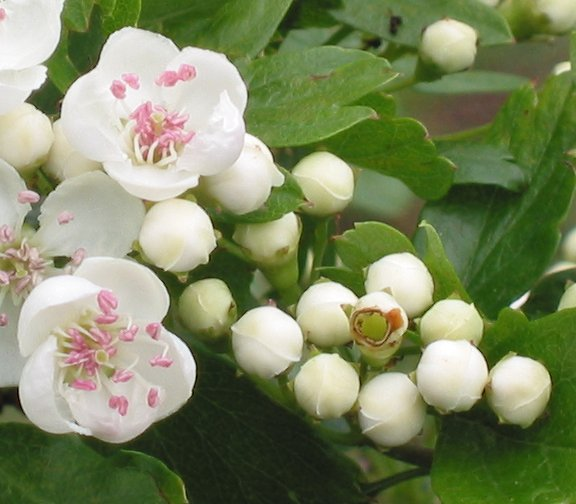
Door rups aangevreten bloemknop van meidoorn

Een bloem kan evenals een blad aangetast worden door ziekten en plagen.
- Er zijn schimmels, zoals Botrytis (grauwe schimmel), die de bloemknop en kroonbladen kunnen aantasten. De schimmel die vruchtrot bij aardbei veroorzaakt, dringt tijdens de bloei de verdikte bloembodem al binnen, maar geeft pas later bij de vruchtvorming vruchtrot.
- Insecten, zoals rupsen vreten aan de bloemknop, maar ook zijn er insecten die het voedsel opzuigen, zoals thrips.
- Virussen kunnen worden overgebracht door aanraking van de bloem of via zuigende insecten. Een virus vermeerdert zich in de plant, hetgeen verkleuringen van de kroonbladen tot gevolg heeft. Bij de tulp geeft dit gestreepte bloemen. De beruchte tulpenmanie was gebaseerd op viruszieke bloembollen.

De verlenging van bloeiperiode kan een doel zijn van de verzorging van planten met bloemen. Daartoe kan het afremmen van de zaadvorming een werkwijze zijn. Sommige planten vormen direct zaad wanneer ze beginnen met bloeien. Hierdoor wordt veel energie van de plant in de zaadvorming gestoken en de verdere bloemknopvorming vindt veel minder tot niet meer plaats. De bloemknoppen die zich heel klein in de oksels bevinden, kunnen zich dan niet meer ontwikkelen. Als tijdig de oude bloemen van de planten worden verwijderd, kunnen deze veel langer bloeien.
Voorbeelden van tuinplanten waarbij dit het geval kan zijn:
- duizendblad (Achillea millefolium)
- Aster spp.
- Gaillardia spp. of kokardebloem-soorten
- klokjes (Campanula spp.)
- ridderspoor (Delphinium spp.)
- kogeldistel (Echinops spp.)
- zonnebloem (Helianthus annuus)
- daglelies (Hemerocallis spp. en cultivars)
- lupine (Lupinus spp.)
- vlambloem (Phlox spp.)
- zonnehoed (Echinacea spp.)
- salie (Salvia spp.)